# Divinópolis de Goiás
Divinópolis de Goiás es un municipio brasileño del estado de Goiás. Su población estimada en 2004 era de 5.247 habitantes. 
Anteriormente designada San Juán del Galheiros, era un distrito perteneciente al municipio de San Domingos, emancipando-se en la década de 1960. Hasta el final de la década de 1980 la ciudad era denominada Galheiros, en homenaje al río con el mismo nombre, que atraviesa la ciudad y a separa del municipio de San Domingos (Goiás).